# أيوليدا هرقلية
أيوليدا هرقلية (الاسم العلمي: Aeolidia herculea) هي نوع من الحيوانات تتبع جنس الأيوليدا من الفصيلة الأيوليدية.